# INFODATA Thesaurus
Der INFODATA Thesaurus ist ein Thesaurus für die Informationswissenschaft und verwandter Gebiete. Er wurde zunächst bei der Gesellschaft für Mathematik und Datenverarbeitung entwickelt und 1993 durch die Fachhochschule Potsdam übernommen, wo er am Informationszentrum für Informationswissenschaft und -praxis (IZ) gepflegt wird. Dort ist er für die inhaltliche Erschließung in der Literaturdatenbank INFODATA im Einsatz.
Er weicht thematisch zunehmend vom offiziellen Thesaurus aus Potsdam ab, mehr Begriffe, mehr Übersetzungen, andere Verbindungen, Links zu Wikipedia und anderen Quellen. Technische Voraussetzung ist der Flash Player.